# البی ویث توایت
البی ویث توایت (به انگلیسی: Alby with Thwaite) یک روستا و محله مدنی در بریتانیا است که در نورت نورفولک واقع شده‌است. البی ویث توایت ۵٫۸۱ کیلومتر مربع مساحت و ۲۴۵ نفر جمعیت دارد.